# Пусан Ай Парк
Футбольний клуб «Пусан Ай Парк» або просто ФК «Пусан Ай Парк» (кор. 부산 아이파크) — корейський футбольний клуб з міста Пусан. Був одним з п'яти клубів-засновників Корейської Суперліги, в період з 1983 по 2015 роки був її постійним учасником, допоки у 2015 році не вибув до нижчого дивізіону. З початку свого існування виступав під назвою свого головного спонсора, компанії Daewoo.

## Хронологія назв
| Назва клубу        | Період               |
| ------------------ | -------------------- |
| ФК «Сайхан Моторс» | 22 листопада 1979–80 |
| ФК «Daewoo»        | 1980–83              |
| Дайву Роялс        | 1983–95              |
| Пусан Дайву Роялс  | 1996–99              |
| Пусан ай.конс      | 2000 – липень 2002   |
| Пусан Ай Конс      | липень 2002–04       |
| Пусан Ай Парк      | 2005–11              |
| Пусан АйПарк       | 2012–теперішній час  |

## Історія
Протягом переважної частини сезону 1983 року Daewoo лідирувала в чемпіонаті, проте в підсумку фінішувала на другому місці та дозволила випередити себе на одне очко ФК «Алілуя» (гравці та персонал клубу були християнами), це стало можливим через нульову нічию з «Юкон Елефанс» (зараз відомі під назвою «Чеджу Юнайтед») в Серії Масан. У своєму другому сезоні в чемпіонаті клуб отримав професіональний статус, змінив свою назву на «Дайву Роялс» та впевнено завоював титул переможця національного чемпіонату після перемоги в фіналі плей-оф за сумою двох поєдинків з рахунком 2:1 над «Юкон Елефанс». Команда потрапила до фіналу плей-оф завдяки перемозі в другому етапі над такими відомими клбами як «LG-Хвангсу» (зараз ФК «Сеул») та Хюндай Хоранг-і (зараз «Ульсан Хенде»).
«Дайву Роялс» в 1986 сезоні представляв К-Лігу як континентальне змагання, після перемоги в національному чемпіонаті, в Азійському клубному чемпіонаті 1985 року, ставши першою корейською командою, яка виграла клубне континентальне змагання, сталося це 29 січня 1986 року, коли корейці переграли в додатковий час «Аль-Аглі» з рахунком 3:1 в Джидді, Саудівська Аравія. Незважаючи на успіх в континентальних турнірах, в К-Лізі справи в команд йшли не так гладко, в сезоні 1986 року за підсумками першого кола команда зайняла четверте місце, а за підсумками другого — третє.
В 1987 році команда завоювала свій другий титул, набравши загалом 46 очок. Проте вже в 1988 році клуб вперше у своїй історії посів місце в нижній частині турнірної таблиці. Після ще декількох провальних сезонів, у 1991 році втретє став переможцем національного чемпіонату, випередивши на 10 очок свого найближчого переслідувача, «Хюндай Хоранг-ай». Проте в наступні сезони клуб боровся вже за місця в середині або нижній частині турнірної таблиці.
Після завершення сезону 1995 року клуби К-Ліги розпочали процес під назвою «локалізація», в ході якого клуб змінив свою назву на «Пусан Дайву Роялс» (кор. 부산 대우 로얄즈), щоб підкреслити своє місце розташування. У 1997 році «Пусан Дайву Роялс» став першим футбольним клубом країни, який чотири рази ставав переможцем національного чемпіонату. «Пусан» також став першим корейським клубом, який став дворазовим (1987) і триразовим (1997) переможцем ліги.
Як власність компанії Даеву, доля «Роялс» була нерозривно пов'язана зі здоров'ям та успіхом компанії-власниці клубу. Наприкінці 1990-их років команда почала відчувати серйозні фінансові труднощі, тому змушена була відмовитися від фінансування клубу. АйПарк Констракшин, місцева будівельна філія компанії Hyundai, взяли на себе право власності на клуб, його історію та досягнення. Нові власники не лише перейменували клуб на Пусан ай.конс («конс» скорочена форма «констракшин»; кор. 부산 아이콘스), але й також змінили кольори домашньої форми з блакитного на червоний та переїхали зі стадіону «Пусан Гудеок» на «Пусан Азіад».
Після зміни власника у 2000-их роках клуб починає боротися лише за місця в середній частині турнірної таблиці або в нижній її частині. Крім перемоги в Кубку Футбольної Асоціації вперше в історії клубу у 2004 році під керівництвом шотландського фахівця Ієна Портерфілда (перемога в серії післяматчевих пенальті над СК «Бушеон»), кімната для клубних трофеїв так і залишалася майже порожньою.
З початком сезону 2005 року власники клубу змінили назву на Пусан Ай'Парк (зараз Пусан АйПарк). Після перемоги в першому етапі «Пусан» під керівництвом Портерфілда вийшов до плей-оф К-Ліги 2005, в якому поступився більш швидкому та мотивованому «Інчхон Юнайтед», яким керував Чан Ву Рюн. Того ж року «Пусан Ай'Парк» дійшов до 1/2 фіналу Ліги чемпіонів АФК, але зазнав ганебної поразки від майбутнього переможця турніру, «Аль-Іттіхад», із сумарним рахунком 0:7.
У сезоні 2008 року Хван Сун Хон став головним тренером клубу. Незважаючи на те, що під час свого перебування в клубі йому так і не вдалося виграти жодного срібного трофея, він залучив до команди наступних гравців Кім Чхан Су, Джон Шун Ху, Ян Дон Хюн та Кім Гун Чу, а також підпускав до основного складу таких гравців як Хан Сан Ву, Парк Хі Ду та Пак Чон У. Під час свого останнього сезону на посаді головного тренера «Пусану», Хван зумів вивести клуб до фіналу Кубку Футбольної Асоціації Кореї 2010 року, в якому його команда поступилася з рахунком 0:1 «Сувон Самсунг Блювінгс». Фахівець був засмучений від поразки його команди та брудної гри, в першу чергу з боку «Сувона».
Напередодні 2011 року керівництву клубу вирішило замінити Хван Сун Хона на Ан Ік Су, який залишив посаду головного тренера свого попереднього клубу, «Пхохан Стілерс». Під керівництвом нового головного тренера «Пусан» вперше з 2005 року вийшов до плей-оф чемпіонату, посівши 5-те місце в регулярній частині. Проте вже в першому ж раунді плей-оф «Пусан» знову поступився «Сувон Самсунг Блювінгс», і знову з рахунком 0:1.
У лютому 2012 року була видозмінена офіційна назва клубу, зокрема зник апостроф, і тепер назва клубу читалася як «Пусан АйПарк».
У сезоні 2015 року «Пусан» вперше у своїй історії вилетів до К-Ліга Челендж (другий за силою чемпіонат Кореї).

## Досягнення

### Національні змагання

#### Чемпіонат

##### Професіональний
- К-Ліга 
  -  Чемпіон (4): 1984, 1987, 1991, 1997
  -  Срібний призер (3): 1983, 1990, 1999

##### Напівпрофесіональний
- Корейська Національна Напівпрофесіональна ліга[1]
  -  Чемпіон (1): 1981 весна

#### Кубки

##### Професіональні
- Кубок Футбольної Асоціації 
  -  Володар (1): 2004
  -  Фіналіст (2): 2010, 2017

- Кубок Корейської ліги
  -  Володар (3): 1997, 1997с, 1998с
  -  Фіналіст (5): 1986, 1999с, 2001, 2009, 2011

- Корейський національний футбольний чемпіонат
  -  Володар (2): 1989, 1990
  -  Фіналіст (1): 1988

##### Напівпрофесіональні
- Кубок Президента Кореї
  -  Фіналіст (1): 1981

### Континентальні змагання
- Ліга чемпіонів АФК 
  -  Володар (1): 1985

### Світові турніри
- Афро-Азійський клубний чемпіонат
  -  Володар (1): 1986

### Неофіційні
- Новорічний кубок Лунар
  -  Володар (1): 2013

- Міжнародний кубок Гавайських островів
  -  Володар (1): 2012

- Кубок Тонгйон
  -  Фіналіст (2): 2004, 2005

## Статистика виступів
| Сезон | Дивізіон | Ком. | Міс. | Кубок ФА    | ЛЧ АФК     |
| ----- | -------- | ---- | ---- | ----------- | ---------- |
| 1983  | 1        | 5    | 2    | –           | –          |
| 1984  | 1        | 8    | 1    | –           | –          |
| 1985  | 1        | 8    | 3    | –           | –          |
| 1986  | 1        | 6    | 3    | –           | Переможець |
| 1987  | 1        | 5    | 1    | –           | –          |
| 1988  | 1        | 5    | 5    | –           | –          |
| 1989  | 1        | 6    | 3    | –           | –          |
| 1990  | 1        | 6    | 2    | –           | –          |
| 1991  | 1        | 6    | 1    | –           | –          |
| 1992  | 1        | 6    | 5    | –           | –          |
| 1993  | 1        | 6    | 6    | –           | –          |
| 1994  | 1        | 7    | 6    | –           | –          |
| 1995  | 1        | 8    | 5    | –           | –          |
| 1996  | 1        | 9    | 6    | 1/4 фіналу  | –          |
| 1997  | 1        | 10   | 1    | 1-ий раунд  | –          |
| 1998  | 1        | 10   | 5    | 1/4 фіналу  | –          |
| 1999  | 1        | 10   | 2    | 2-ий раунд  | 1/4 фіналу |
| 2000  | 1        | 10   | 6    | 1/2 фіналу  | –          |
| 2001  | 1        | 10   | 4    | 1/4 фіналу  | –          |
| 2002  | 1        | 10   | 9    | 1/4 фіналу  | –          |
| 2003  | 1        | 12   | 9    | 1-ий раунд  | –          |
| 2004  | 1        | 13   | 7    | Переможець  | –          |
| 2005  | 1        | 13   | 4    | 1-ий раунд  | 1/2 фіналу |
| 2006  | 1        | 14   | 8    | 1/8 фіналу  | –          |
| 2007  | 1        | 14   | 13   | 1/4 фіналу  | –          |
| 2008  | 1        | 14   | 12   | 1/8 фіналу  | –          |
| 2009  | 1        | 15   | 12   | 1/8 фіналу  | –          |
| 2010  | 1        | 15   | 8    | Фіналіст    | –          |
| 2011  | 1        | 16   | 6    | 1/4 фіналу  | –          |
| 2012  | 1        | 16   | 7    | 1/16 фіналу | –          |
| 2013  | 1        | 14   | 6    | 1/4 фіналу  | –          |
| 2014  | 1        | 12   | 8    | 1/4 фіналу  | –          |
| 2015  | 1        | 12   | 11   | 1/16 фіналу | –          |
| 2016  | 2        | 11   | 5    | 1/8 фіналу  | –          |

Ключ
- Ком. = Кількість команд
- Міс. = Місце в чемпіонаті

## Постачальники форми
- 1983–92,: Adidas
- 1993–95 : Erima
- 1996–98 : Adidas
- 1999 : Fila
- 2000–03 : Nike
- 2004 : Kappa
- 2005–06 : Hummel
- 2007–11 : Fila
- 2012–13 : Puma
- 2014–теперішній час : Adidas

## Відомі гравці
- Ахмад Елріч
- Ієн Файф
- Метт Маккай
- Енді Кук
- Джеймі К'юертон
- Кріс Марсден
- Рубен Бернусіо
- Лусіо Філомено
- Вальтер Пераццо
- Рубен Даріо Россі
- Феліпе Азеведу душ Сантуш
- Едер Луїш ді Карвалью
- Росімір Амансіу
- Жосіель Феррейра да Сільва
- Кленесіуш Карлуш да Сильва
- Нілсон Рікарду да Сильва Жуніур
- Лусіану Валенте ді Деуш
- Еліаш Фернандеш ді Олівейра
- Жоау Паулу ді Фабіу
- Ерік Фрейре Гоміш
- Джефферсон да Сілва Гуларт
- Жозе Аугушту Фрейташ Соужа
- Адріану Бізерра Мелью
- Жозе Роберту Родрігеш Мота
- Паулінью Гуара
- Себастьяу Перейра ду Насіменту
- Аділсон Феррейра ді Соужа
- Вілліан Попп
- Рейналду Еліаш да Кошта
- Рікарду Кампуш да Кошта
- Родрігу Леандру да Кошта
- Ромулу Маркеш Маседу
- Тассіу Мая душ Сантуш
- Хосе Вагнер Сільва да Луж
- Ерісон Карлуш душ Сантуш Сільва
- Вандерсон ді Паула Сабіну
- Жуліу Сезар Родрігеш ді Соужа
- Веслі Сміт Алвеш Фейтоша
- Вілліам Фернанду да Сильва
- Вілліам Жуніур Саллеш ді Ліма Соужа
- Рахім Беширович
- Амір Телігович
- Золтан Ачел
- Гаррі Герман Кастільйо Валледжо
- Лі Сон Нам (Денис Лактіонов)
- Саша Ілич
- Еммануель Амуніке
- Віктор Шака
- Бас ван ден Брінк
- Йон Олаф Хельде
- Руї Ештевеш
- Альмір Каюмов
- Саша Дракулич
- Нікола Комазец
- Радивоє Манич
- Дражен Подунавац
- Бранко Радованович
- Душан Шимич
- Желько Симович
- Милош Стоянович
- Зоран Урумов
- Небойша Вучичевич
- Фране Чачич
- Джеван Туркович
- Ватанабе Дайго

## Відомі тренери
Станом на кінець сезону 2012 року
- Враховуються лише матчі К-Ліги.

| #    | Ім'я                | З          | До         | Сезон   | Перемоги | Нічиї | Поразки | Примітки |
| ---- | ------------------- | ---------- | ---------- | ------- | -------- | ----- | ------- | --- |
|      | Лі Йон Хван         | 1979/11/22 | 1980/??/?? |         |          |       |         | Попередник – тренер ФК «Саехан Моторс» |
| 1    | Чан Вун Су          | 1981/01/?? | 1983/10/18 | 1983    | 6        | 7     | 3       | |
| 2    | Чу Юн Ок            | 1983/10/18 | 1984/06/20 | 1984    | 4        | 1     | 3       | |
| 3    | Чан Вун Су          | 1984/06/21 | 1986/12/06 | 1984–86 | 39       | 16    | 22      | |
| 4    | Лі Ча Ман           | 1986/12/07 | 1989/12/?? | 1987–89 | 38       | 33    | 25      | Включаючи досягнення Кім Хі Те |
| В.о. | Кім Хі Те           | 1989/04/?? | 1989/12/?? | 1989    |          |       |         | Лі Ча Ман був викликаний як помічник тренера національної збірної для Чемпіонат світу з футболу 1990 Ця статистика не враховувалася в К-Лізі |
| 5    | Франк Енгель        | 1989/12/21 | 1990/11/?? | 1990    | 12       | 11    | 7       | |
| 6    | Берталан Бічкей     | 1990/11/17 | 1991/11/15 | 1991    | 17       | 18    | 5       | |
| 7    | Лі Ча Ман           | 1992/01/01 | 1992/09/23 | 1992    | 4        | 13    | 9       | |
| В.о. | Чо Кван Ре          | 1992/09/25 | 1992/12/23 | 1992    | 17       | 29    | 21      | |
| 8    | Чо Кван Ре          | 1992/12/24 | 1994/06/21 | 1993–94 | 17       | 29    | 21      | |
| В.о. | Чон Хе Вон          | 1994/06/21 | 1994/09/07 | 1994    | 1        | 1     | 7       | |
| 9    | Кім Хі Те           | 1994/09/08 | 1995/08/03 | 1994–95 | 11       | 6     | 13      | |
| В.о. | Шин Ву Сун          | 1995/08/04 | 1995/12/31 | 1995    | 4        | 2     | 8       | |
| 10   | Драгослав Шекуларац | 1996/01/04 | 1996/07/14 | 1996    | 7        | 6     | 10      | |
| В.о. | Кім Те Су           | 1996/07/15 | 1996/12/25 | 1996    | 5        | 6     | 6       | |
| 11   | Лі Че Ман           | 1996/12/26 | 1999/06/09 | 1997–99 | 46       | 19    | 22      | |
| В.о. | Ши Юн Кі            | 1999/06/10 | 1999/09/08 | 1999    | 6        | 3     | 8       | |
| В.о  | Чан Ве Рюн          | 1999/09/14 | 1999/12/17 | 1999    | 8        | 0     | 5       | |
| 12   | Кім Хо Гон          | 2000/02/23 | 2002/11/05 | 2000–02 | 37       | 31    | 38      | |
| В.о. | Пак Кьон Хун        | 2002/11/05 | 2002/11/20 | 2002    | 0        | 0     | 4       | |
| 13   | Єн Портерфілд       | 2002/11/21 | 2006/04/03 | 2003–06 | 30       | 40    | 53      | |
| В.о. | Кім Пан Гон         | 2006/04/03 | 2006/08/22 | 2006    | 8        | 3     | 9       | |
| 14   | Андре Еглі          | 2006/07/25 | 2007/06/30 | 2006–07 | 9        | 12    | 15      | |
| В.о. | Кім Пан Гон         | 2007/06/30 | 2007/07/17 | 2007    | 0        | 0     | 0       | |
| 15   | Парк Сун Хва        | 2007/07/18 | 2007/08/03 | 2007    | 0        | 0     | 0       | Лише 1 матч у Кубку ФА |
| В.о. | Кім Пан Гон         | 2007/08/03 | 2007/12/03 | 2007    | 2        | 4     | 7       | |
| 16   | Хван Сон Хон        | 2007/12/04 | 2010/11/05 | 2008–10 | 33       | 29    | 46      | |
| 17   | Ан Ік Су            | 2010/11/10 | 2012/12/14 | 2011–12 | 32       | 21    | 30      | |
| 18   | Юн Сун Хо           | 2012/12/18 | 2015/07/13 | 2013–15 | 28       | 28    | 42      | |
| В.о. | Деніс Івамура       | 2015/07/13 | 2015/10/07 | 2015    | 1        | 4     | 6       | |
| 19   | Чо Юн Юн            | 2015/10/07 | 2016/11/04 | 2015–16 |          |       |         | |
| 20   | Чо Джин Хо          | 2016/12/05 |            | 2017–   |          |       |         | |